# 13055 Kreppein
13055 Kreppein è un asteroide della fascia principale. Scoperto nel 1990, presenta un'orbita caratterizzata da un semiasse maggiore pari a 2,6880395 au e da un'eccentricità di 0,1709370, inclinata di 13,69566° rispetto all'eclittica.
L'asteroide è dedicato al dermatologo tedesco Wolfgang Kreppein.